# La Vallbona
La Vallbona (en español Valle bueno) es una subcomarca vinculada al Campo de Liria en la provincia de Valencia de la Comunidad Valenciana en España. Con el que se agrupa comarcalmente formando Campo de Turia junto con la Calderona o el Alto Carraixet. 
Su nombre, evidentemente, es de importación catalana, por las muestras documentales de los siglos XIII i XIV, parece ser que este nombre quería substituir el nombre árabe de Benaguacil en plena reconquista cristiana, pero el cambio no se llegó a producir porque los musulmanes continuaron habitando Benaguacil hasta 1609. Existe una tradición o leyenda, pero sin fundamento histórico, que asegura que cuando el Rey Jaime I pasó por estos entornos y exclamó: «Vall bona per a poblarla de cristians», o también se dice que exclamó: «Quina vall més bona per a llaurar».
Este valle está regado en gran parte por las acequias de Benaguacil, así mismo por nórias y bombas hidráulicas y el aprovechamiento tradicional de les "clotxes"; Benaguacil y la Puebla tienen una acequia sometida a los «Pobles Castells».Las montañas del "Tos Pelat" separan la Vallbona de la cuenca del barranco del Carraixet en la subcomarca del Portaceli y Bétera.
La Vallbona está formada por los términos municipales de:
- Benaguacil
- Puebla de Vallbona
- La Eliana
- San Antonio de Benagéber (Una parte de su término municipal)
- Ribarroja del Turia (Una parte de su término municipal)
- Villamarchante (Una parte de su término municipal)

En toda la comarca era amplia zona de secano pero cada vez se ha ido intengrando el regadío hasta nuestros días. Es una zona amplia en masías, masets y caseríos por la abundancia de huerta. Como la Masía de Cerveret, Mas Nou, Torre de Baba o del Virrey, Pocopan, la Maimona, Masía del Pilar, l'Almassereta, Masía de San José o de Puseros, Masía de San Antonio, etc, como también otras desaparecidas como la Casablanca o la masía de Eliana, que tuvieron una buenas instalaciones agrícolas y pecuarias tanto tradicionales como modernas.

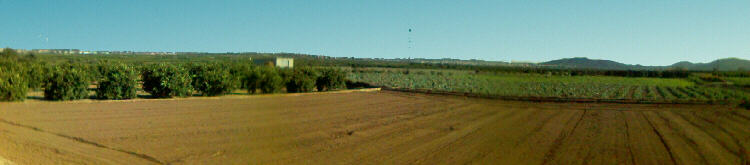
Huertas de la Vallbona (Terrenos correspondientes a los términos de La Eliana, Benaguacil y Ribarroja)